# Куфтіно
Ку́фтіно (рос. Куфтино) — присілок у складі Кічменгсько-Городецького району Вологодської області, Росія. Входить до складу Городецького сільського поселення.

## Населення
Населення — 24 особи (2010; 33 у 2002).
Національний склад (станом на 2002 рік):
- росіяни — 100 %